# Laurin-Sandrow-Syndrom
Das Laurin-Sandrow-Syndrom ist ein sehr seltenes angeborene Fehlbildungssyndrom mit symmetrischer Polysyndaktylie der Hände, Füße zusammen mit Nasenanomalien, oft mit noch weiteren Skelettfehlbildungen.
Synonyme sind: Füße und Hände, spiegelbildliche – Nasenanomalien; englisch Mirror Hands And Feet With Nasal Defects; Tetramelic Mirror-Image Polydactyly; Tmip; Mirror-Image Polydactyly; Mip; Fibula And Ulna, Duplication Of, With Absence Of Tibia And Radius
Die 1994 vom spanischen Arzt M. L. Martínez-Frías und Mitarbeitern vorgeschlagene Namensbezeichnung bezieht sich auf Beschreibungen aus dem Jahre 1964 durch die kanadische Orthopädin Carroll A. Laurin und Mitarbeiter sowie aus dem Jahre 1970 durch Richard E. Sandrow und Mitarbeiter.

## Verbreitung
Die Häufigkeit wird mit unter 1 zu 1.000.000 angegeben, die Vererbung erfolgt autosomal-dominant.

## Ursache
Der Erkrankung liegen Mutationen im LMBR1-Gen auf Chromosom 7 Genort q36.3
Mutationen in diesem Gen finden sich auch bei:
- der Acheiropodie
- dem Dreigliedriger Daumen-Polysyndaktylie-Syndrom
- dem Eaton-McKusick-Syndrom
- der Polydaktylie des triphalangealen Daumens[6]
- der Syndaktylie SD4, Synonym: Polysyndaktylie Typ Haas[7]
- dem Tibia-Hemimelie-Polysyndaktylie-triphalangealer Daumen-Syndrom, Synonym: Triphalangealer Daumen-Polysyndaktylie-Tibia-Hemimelie-Komplex[8]
- dem Triphalangealer Daumen.

## Klinische Erscheinungen
Klinische Kriterien sind:
- Manifestation vorgeburtlich, als Neugeborenes
- vollständige Polysyndaktylie der Hände
- spiegelbildliche Polydaktylie der Füße (Diplopodie)
- Nasenanomalien wie hypoplastische Nasenflügel, kurzer Nasensteg

Oft kommt eine Doppelung der Ulna und/oder der Fibula, mitunter auch ein Fehlen der Tibia hinzu.

## Diagnose
Die Diagnose ergibt sich aus der Kombination klinischer Befunde und kann durch humangenetische Untersuchung gesichert werden.

## Therapie
Zu einer eventuellen Behandlung der einzelnen Fehlbildungen siehe jeweils dort.